# Intercosmos 10
Intercosmos 10 fue un satélite artificial científico soviético perteneciente al programa Intercosmos y a la clase de satélites DS (de tipo DS-U2-IK) y lanzado el 30 de octubre de 1973 mediante un cohete Cosmos 2 desde el cosmódromo de Plesetsk.

## Objetivos
El objetivo de Intercosmos 10 fue realizar estudios sobre la ionosfera y la magnetosfera terrestres.

## Características
El satélite tenía una masa de 550 kg y fue inyectado inicialmente en una órbita con un perigeo de 265 km y un apogeo de 1477 km, con una inclinación orbital de 74 grados y un periodo de 102 minutos.
Llevaba a bordo cuatro experimentos, entre ellos un detector de Plasma para el rango entre 20 y 22 kHz construido en la República Checa y un analizador ionosférico construido por la República Democrática de Alemania. La Unión Soviética proporcionó un sensor de flujo de plasma para el rango de energía entre 0,05 y 20 keV y un magnetómetro para el rango entre 0,7 y 70 Hz. Los datos obtenidos por Intercosmos 10 fueron correlacionados con datos obtenidos mediante cohetes sonda y estaciones de tierra. Los datos podían transmitirse en tiempo real o almacenarse a bordo del satélite.
Intercosmos 10 reentró en la atmósfera el 1 de julio de 1977.

## Resultados científicos
Aparte de recoger datos sobre la ionosfera y magnetosfera terrestres, la órbita de Intercosmos 10 fue analizada para mejorar los modelos de gravedad terrestre.